# Scutul temporal

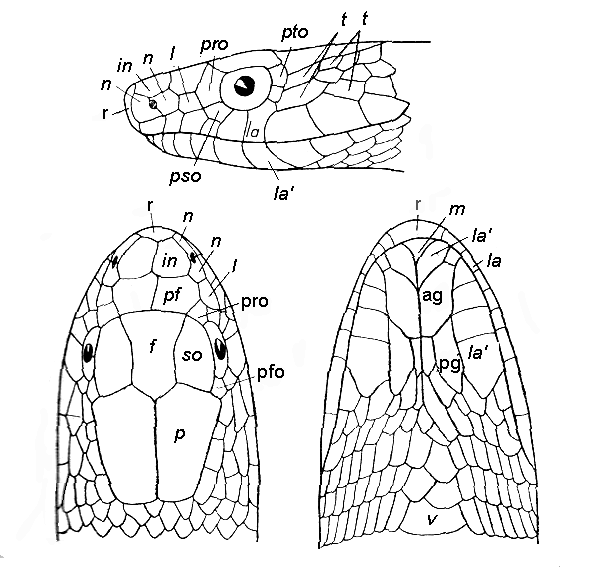
Terminologia scuturilor capului la șarpele Coluber ventromaculatus (după Malcolm A. Smith, 1943). Sus – aspect lateral, jos, în stânga – aspect dorsal, jos, în dreapta - aspect ventral
ag – Inframaxilar anterior,
f – Frontal,
in – Internazal,
l – Loreal,
la – Supralabial,
la' – Sublabial,
m – Mental,
n – Nazal,
p – Parietal,
pf – Prefrontal,
pg – Inframaxilar posterior,
pro – Preocular,
pso – Subocular,
pto – Postocular,
r – Rostral,
so – Supraocular,
t – Temporal,
v – Primul ventral

Scuturile temporale sau temporalele (Scuta temporalia) sunt solzii șerpilor mai mult sau mai puțin alungiți, situați simetric pe laturile capului, îndărătul scuturilor postoculare, între scuturile parietale și scuturile supralabiale. Ele sunt dispuse în 2-3  rânduri verticale. Primul rând sau rândul anterior este format de temporalele anterioare care sunt în contact cu  scuturile postoculare. Ultimul rând este format de temporalele posterioare și corespunde cu cel în care scutul superior este încă în contact cu scutul parietal, iar scutul inferior cu scuturile supralabiale.
Fără contact cu ochiul, scuturile temporale se numără pe cele 2-4 rânduri verticale, dinainte înapoi. Formula temporală exprimă numărul scuturilor dispuse în fiecare rând. În fața semnului + se scriu scuturile din primul rând, după semnul + solzii din rândul al 2-lea, etc; de exemplu: T = 2+2 (2 temporale anterioare urmate de 2 temporale posterioare).
Formula T = 2 (3) + 2 (1) indică că numărul temporalelor anterioare este în general de 2, excepțional sau mai rar 3 și că numărul temporalelor posterioare este în general de 2, mai rar 1. Unii șerpi pot avea 3 șiruri de temporale, de exemplu (T = 2+2+1).